# Tirreno-Adriatico 1985
Tirreno-Adriatico 1985 est la 20e édition de la course cycliste par étapes italienne Tirreno-Adriatico. L’épreuve se déroule entre le 7 et le 13 mars 1985, sur un parcours de 1 010,4 km.
Le vainqueur de la course est le Néerlandais Joop Zoetemelk (Kwantum).

## Classements des étapes
| Étape | Date    | Villes étapes                           | km    | Vainqueur d’étape          | Leader du classement général |
| ----- | ------- | --------------------------------------- | ----- | -------------------------- | ---------------------------- |
| Pr.   | 7 mars  | Santa Marinella - Santa Marinella (clm) | 6,97  | Roberto Calovi (ITA)       | Roberto Calovi (ITA)         |
| 1     | 8 mars  | Santa Severa - Arpino                   | 228,5 | Moreno Argentin (ITA)      | Roberto Visentini (ITA)      |
| 2     | 9 mars  | Fontana Liri - Subiaco                  | 194,5 | Adri van Houwelingen (NED) | Roberto Visentini (ITA)      |
| 3     | 10 mars | L'Aquila - Amandola                     | 180,0 | José Luis Navarro (ESP)    | Roberto Visentini (ITA)      |
| 4     | 11 mars | Urbisaglia - Porto Recanati             | 192,0 | Acacio da Silva Mora (POR) | Acacio da Silva Mora (POR)   |
| 5     | 12 mars | S.B del Tronto - S.B del Tronto (clm)   | 12,4  | Joop Zoetemelk (NED)       | Joop Zoetemelk (NED)         |
| 6     | 13 mars | S.B del Tronto - S.B del Tronto         | 196,0 | Eric Vanderaerden (BEL)    | Joop Zoetemelk (NED)         |

## Classement général
|    | Cycliste                 | Pays     | Équipe                 | Temps            |
| -- | ------------------------ | -------- | ---------------------- | ---------------- |
| 1  | Joop Zoetemelk           | Pays-Bas | Kwantum                | 28 h 21 min 08 s |
| 2  | Acacio da Silva Mora     | Portugal | Malvor-Bottecchia      | + 57 s           |
| 3  | Stefan Mutter            | Suisse   | Carrera                | + 1 min 20 s     |
| 4  | Gianbattista Baronchelli | Italie   | Supermercati Brianzoli | + 1 min 26 s     |
| 5  | José Luis Navarro        | Espagne  | Zor                    | + 1 min 28 s     |
| 6  | Iñaki Gastón             | Espagne  | Reynolds               | + 1 min 33 s     |
| 7  | Silvano Contini          | Italie   | Ariostea               | + 1 min 37 s     |
| 8  | Johan Lammerts           | Pays-Bas | Panasonic              | + 1 min 43 s     |
| 9  | Niki Rüttimann           | Suisse   | La Vie claire          | + 1 min 46 s     |
| 10 | Theo de Rooij            | Pays-Bas | Panasonic              | + 1 min 53 s     |